# Вержиния Веселинова
Вержиния Иванова Веселинова-Игнатова е българска гюлетласкачка.
Родена е на 18 ноември 1957 година в Асеновград. Тренира в клубовете „Асеновец“ и „Левски-Спартак“, участва Олимпиадата в Москва през 1980 година, а най-големи успехи има през 1982 година, когато печели и европейското първенство в зала.